# 長寧県 (吉林省)
長寧県（ちょうねい-けん）は中華人民共和国吉林省にかつて存在した県。現在の松原市一帯に相当する。
1727年（雍正5年）、清朝により設置され、1736年（乾隆元年）に廃止された。